# Zabrodzie (województwo łódzkie)
Zabrodzie – wieś w Polsce położona w województwie łódzkim, w powiecie radomszczańskim, w gminie Gidle.

## Historia
W latach 1975–1998 miejscowość należała administracyjnie do województwa częstochowskiego.